# Allophylus roigii
Allophylus roigii là một loài thực vật]] thuộc họ Sapindaceae. Đây là loài đặc hữu của Cuba.